# Uttaradit Province Stadium
Das Uttaradit Province Stadium (Thai สนามกีฬาจังหวัดอุตรดิตถ์ หรือ สนามกีฬาหมอนไม้) ist ein Mehrzweckstadion in Uttaradit in der Provinz Uttaradit, Thailand. Es wird hauptsächlich für Fußballspiele genutzt und ist das Heimstadion vom thailändischen Drittligisten Uttaradit FC. Das Stadion hat eine Kapazität von 3245 Personen. Eigentümer und Betreiber des Stadions ist die Uttaradit Provincial Administrative Organization.

## Nutzer des Stadions
| Verein       | Zeitraum der Nutzung |
| ------------ | -------------------- |
| Uttaradit FC | 2009                 |
| Uttaradit FC | 2010 bis heute       |